# Alpha Industries
Alpha Industries est un fabricant américain de vêtements militaires fondé en 1959 à Knoxville, dans le Tennessee,. La société est spécialisée dans la confection et la fabrication de vestes et blousons militaires à destination de l'US Air Force et l'aviation navale, dont les blousons d'aviateurs connus sous le nom de bomber ou flight jacket. Équipant initialement l'armée américaine, le fabricant a progressivement évolué vers la commercialisation de vêtements d'inspiration militaire à destination du grand public. L'entreprise a notamment fourni l'armée américaine en blousons M65.

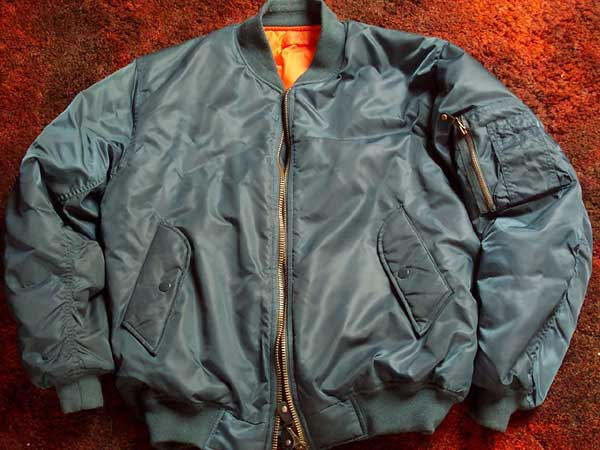
Un blouson MA-1 d'Alpha Industries.